# 武蔵野市警察
武蔵野市警察（むさしのしけいさつ）は、かつて存在した東京都武蔵野市の自治体警察である。

## 概要
旧警察法施行で、従来の警視庁が解体され、1948年（昭和23年）3月7日に武蔵野市警察署が設置された。前日落成した庁舎に入った。
その後、1954年（昭和29年）に、旧警察法が全面改正されて新警察法が公布された。これにより国家地方警察と自治体警察が廃止され、新たに都道府県警察として警視庁が発足。同年7月1日、武蔵野市警察も警視庁に統合され、姿を消した。

## 警察署
- 所在地:東京都武蔵野市吉祥寺3067番地